# Ślepota zmierzchowa
Ślepota zmierzchowa (nyktalopia, łac. nyctalopia; stgr. νύξ nyks, dop. νυκτóς nyktos ‘noc’; ἀλαός, alaos ‘niewidomy’), pot. kurza ślepota – wada wzroku, polegająca na zaburzeniu widzenia w warunkach słabego oświetlenia. Jest jednym z początkowych objawów retinopatii barwnikowej. Powstaje wskutek upośledzenia czynności pręcików w siatkówce oka. Osoby dotknięte ślepotą zmierzchową nie widzą przy słabym oświetleniu.
Ślepota zmierzchowa może być spowodowana niedoborem witaminy A oraz cynku, który wpływa na jej metabolizm, w tym wchłanianie, transport oraz utylizację.